# The Look of Love (Diana Krall-album)
The Look of Love från 2001 är jazzsångerskan och pianisten Diana Kralls sjätte album.

## Låtlista
1. 'S Wonderful (George Gershwin/Ira Gershwin) – 4:29
2. Love Letters (Victor Young/Edward Heyman) – 4:56
3. I Remember You (Johnny Mercer/Victor Schertzinger) – 3:56
4. Cry Me a River (Arthur Hamilton) – 5:03
5. Bésame Mucho (Sunny Skylar/Consuelo Velazquez) – 6:40
6. The Night We Called It a Day (Matt Dennis/Tom Adair) – 5:42
7. Dancing in the Dark (Arthur Schwartz/Howard Dietz) – 5:48
8. I Get Along Without You Very Well (Except Sometimes) (Hoagy Carmichael/Jane Brown Thompson) – 3:44
9. The Look of Love (Burt Bacharach/Hal David) – 4:41
10. Maybe You'll Be There (Rube Bloom/Sammy Gallop) – 5:31

## Medverkande
- Diana Krall – piano, sång (spår 1–10)
- Dori Caymmi – gitarr (spår 1, 3, 5)
- Russell Malone – gitarr (spår 2, 4, 6–10)
- Paulinho da Costa – slagverk (spår 1, 3, 5)
- Christian McBride – bas (spår 1–10)
- Peter Erskine – trummor (spår 2, 4, 6–10)
- Jeff Hamilton – trummor (spår 1, 3, 5)
- Los Angeles Session Orchestra (spår 1, 3, 5)
- London Symphony Orchestra (spår 2, 4, 6–10)
- Claus Ogerman – dirigent, arrangör

## Listplaceringar
| Lista (2001–02) | Topplacering |
| --------------- | ------------ |
| Sverige         | 36           |
| Norge           | 15           |
| Danmark         | 27           |